# Argenis (insect)
Argenis is een geslacht van wantsen uit de familie van de Miridae (Blindwantsen). Het geslacht werd voor het eerst wetenschappelijk beschreven door William Lucas Distant in 1904.

## Soorten
Het genus bevat de volgende soorten:

- Argenis alboviridescens Distant, 1904
- Argenis incisuratus (Walker, 1873)
- Argenis pericarti Cherot, 1997